# 던스터블 백조 장신구

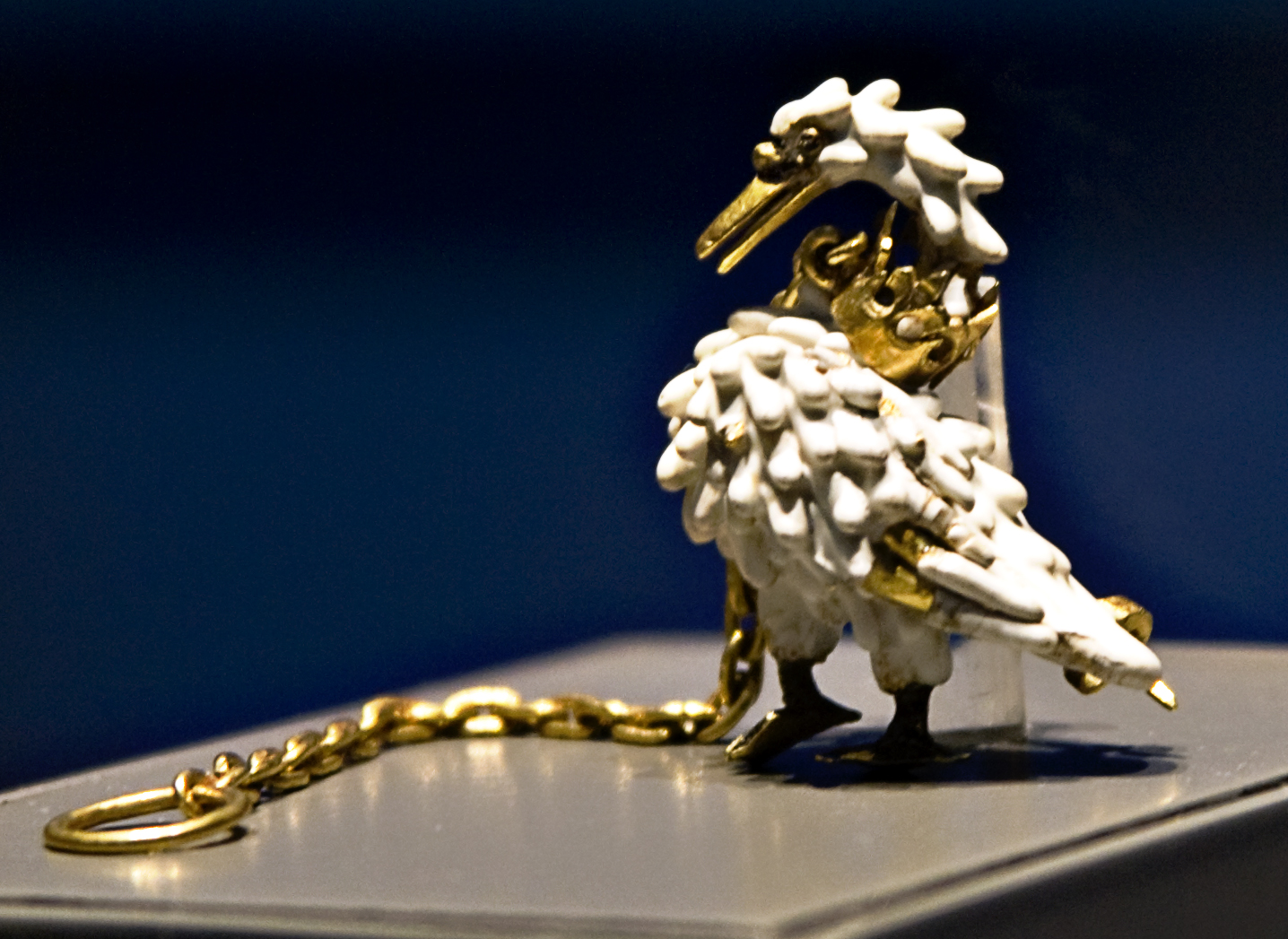
1400년 무렵 리버리 배지로 제작된 던스터블 백조 장신구. 영국박물관 소장.

던스터블 백조 장신구는 1400년 무렵 제작된 백조 형태의 브로치이다. 영국이나 프랑스에서 제작된 것으로 여겨진다. 금과 법랑을 사용하여 혹고니의 모양을 본떠 만들었다. 지금은 대영박물관  40호실에 전시되어 있다. 1965년 던스터블 수도원 자리에서 발굴되었으며, 당시 고위 귀족 가운데 한 명이 자신의 시종과 같은 리버리에게 하사한 것으로 추정된다. 문양이 나타내는 대상은 1399년부터 웨일스 공이었던 헨리 5세가 유력한 후보이다.
이 장신구는 중세 시대에 제작된 것으로는 드물게 불투명한 흰색 법랑이 금을 완전히 감싸는 론드보스 기법으로 만들어졌다. 종종 같은 기법으로 만들어진 리처드 2세의 흰사슴 문장과 비교된다.
백조는 혹고니를 나타내고 있고, 목에는 6개의 백합문으로 된 왕관을 두른 채 서있다. 왕관에서 금사슬이 이어져 있으며 사슬 끝에 고리를 달아 마감하였다. 백조 오른쪽에 브로치를 옷이나 모자에 고정하기위한 핀과 캐치가 있다. 높이는 3.2 cm , 너비는 2.5 cm 이고, 체인의 길이는 8.2 cm이다. 백조의 몸은 흰색 법랑으로, 눈동자는 검은색 법랑으로 표현하였다.  만들어졌을 당시에는 다리와 발에도 법랑을 감쌌지만, 지금은 흔적만 남아있다.부리에도 빨간색 법랑 조각이 남아 있다.

## 중세 시기의 배지
던스터블 백조 장신구는 중세 시기 사용된 리버리 배지 가운데 가장 값비싼 형태의 것이다. 이와 같이 호사로운 배지는 옛 그림 속에서만 나타날 뿐 오늘날까지 남아 있는 것은 거의 없다. 중세 시기 귀족들은 가문에 봉사하는 리버리나 수하의 기사와 같은 추종자들에게 자신을 상징하는 문양이 들어간 배지를 수여하였고, 추종자들은 이 배지를 착용하여 자신의 소속을 밝히거나 누구를 지지하는 지 표현하였다. 이러한 배지는 종종 동맹에게도 선물로 주었다. 14세기 중반에서 15세기 말까지 영국은 장미 전쟁과 같은 격렬한 왕위 다툼이 일어나는 서자 봉건제 시기였고, 서로 대적하는 파벌간 갈등이 고조되어 지위가 높거나 낮거나 모두 자신이 지지하는 가문의 문양을 드러낸 배지를 의 착용하였다.
던스터블 백조 배지를 만든 귀족은 추종자들 가운데서도 중요한 위치에 있는 사람에게 이것을 나누어 주었을 것이다. 아마도 가족을 비롯한 가까운 친인척, 그리고 정치적으로 중요한 동지와 같은 사람들이거나 정기적으로 그를 알현하는 가신들만이 이와 같은 배지를 착용했을 것이다. 한편 이 장신구는 최상위 귀족의 것이라고 하기엔 모자란 구석이 있다. 예를 들어 내셔널 갤러리가 소장중인 15세기 초상화에는 요크가의 일원으로 웨일스의 법관이었던 존 돈 경과 그의 아내 한스 메믈링이 그려져 있는데, 그들은 화려한 보석으로 치장된 사자 모양의 펜던트를 달고 있다. 1397년 작성된 리처드 2세의 장신구 목록에는 당시 만들어진 최고급 흰사슴 문양 배지가 사슴을 진주로 치장하고 에메랄드로 잔디를 묘사하였다고 기록하고 있다. 또한 당대의 부르고뉴 공작이었던 선량공 필리프가 1435년 하사받은 리처드의 사슴 배지에는 진주 22 개, 첨정석 2 개, 사파이어 2 개, 그리고 루비와 거대한 다이아몬드로 치장되어 있었다. 던스터블 백조 배지는 이와 같은 최고급 배지보다는 격이 떨어진다.
한편 보다 저렴한 형태의 배지는 더 많이 만들어져 더 널리 배포되었고, 때로는 매우 자유롭게 나누어졌다. 오늘날 정치적인 캠페인에 쓰이는 배지나 티셔츠가 그렇듯이 잘못된 장소에 잘못된 배지를 달고 다니는 것은 매우 위험한 행동이었다. 1483년 리처드 3세는 그의 아들 에드워드가 웨일스 공에 오른 것을 축하하기 위해 13,000 여 개의 배지를 만들었다. 면직물의 일종인 퓨스티언 천에 자신의 상징인 멧돼지 문양을 표시한 이 배지는 당시의 인구를 생각하였을 때 그 수가 너무 많았다. 리처드 3세의 맷돼지 배지는 천 이외에도 납, 은, 금도금을 한 구리와 같이 다양한 재질로 만들어 졌다. 리처드 3세의 고향인 요크셔에 있는 미들햄성에서도 글로스터 공작이 착용했을 것으로 보이는 맷돼지 배지가 발견되었다. 영국 박물관은 다양한 배지를 소장하고 있는데, 15세기 당시 흔히 볼 수 있었던 값싼 금속 배지도 상당수 포함되어 있다. 이러한 배지 가운데에는 백조를 나타낸 것들도 있는데 납을 납작하게 펴고 백조를 돋을새김 해 넣었다. 당시에는 순례자들이 납 배지를 주로 하고 다녔기 때문에 이런 식의 배지는 순례자 배지로 불린다.

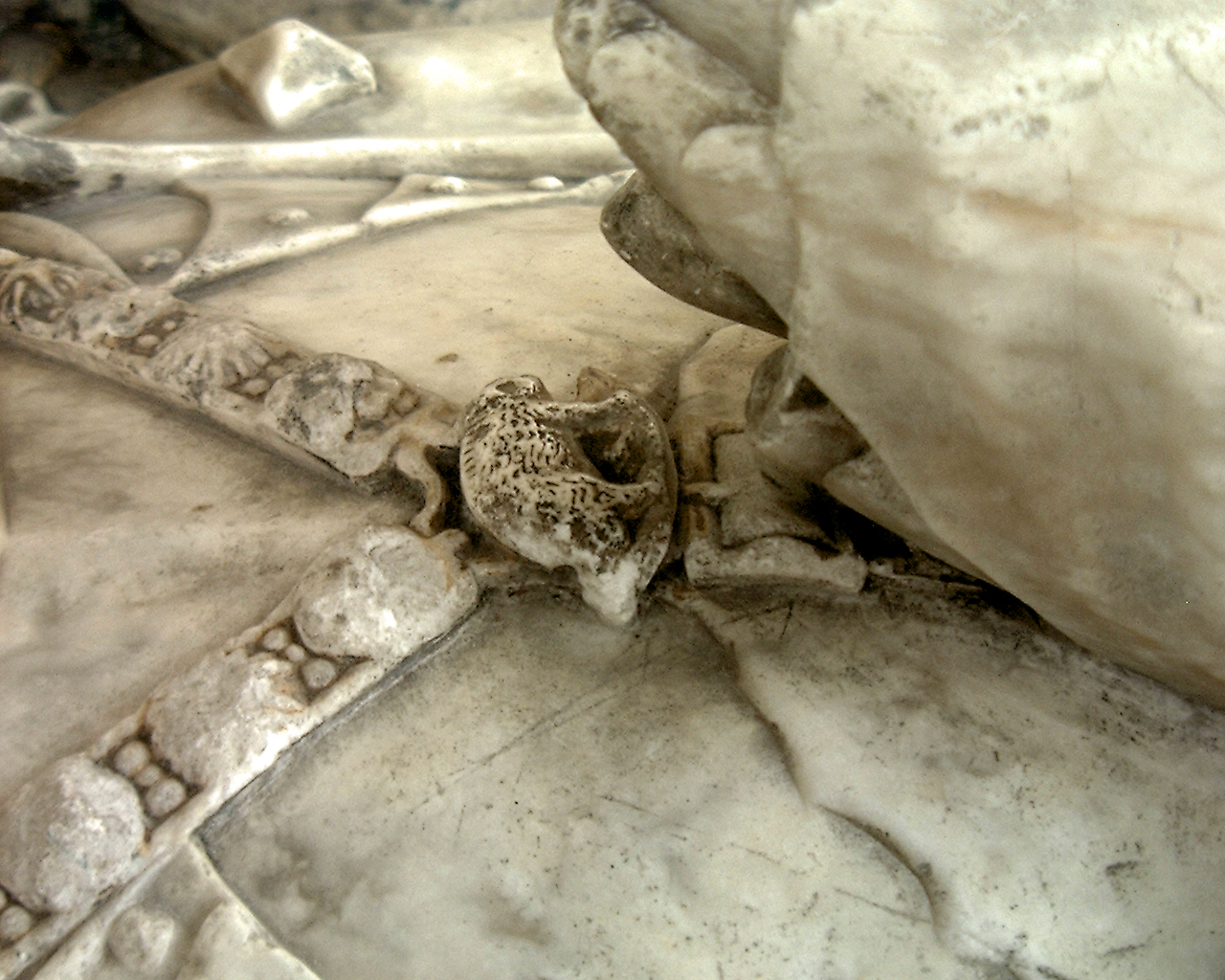
더비셔주 노버리에 있는 랄프 피츠허버트 경(1483년 사망)의 석관에 묘사된 요크가의 리버리 칼라. 리처드 3 세의 흰색 멧돼지 배지가 브로치로 달려 있다.

1377년 어린 국왕 리처드 2세를 대신하여 인기 없는 삼촌 존 곤트가 섭정을 하고 있을 때, 200 명이 넘는 가신 가운데 하나였던 존 스윈튼 경은 런던을 가로질러 가면서 현명하지 못하게도 리버리 칼라 끝에 섭정 곤트의 배지를 달고 있었다. 곤트를 싫어하던 사람들이 그를 말에서 끌어내리고는 배지를 떼어내 버렸다. 런던 시장은 부랴부랴 사람을 보내 스윈튼을 구조할 수 있었다. 20년 후 곤트의 아늘 헨리 4세는 리처드 2세를 퇴위시키고 왕위에 올랐는데 자신의 즉위 후에도 리처드의 가신 한 명이 여전히 리처드의 배지를 달고 있는 것을 보고는 감옥에 투옥시켰다. 템스강 바닥에서는 다양한 종류의 수 많은 배지들이 발견되었다. 이들 가운데 상당수는 아마도 봉변을 면하기 위해 급하게 뜯어내어 강물로 던져졌을 것이다.
리처드 2세의 할아버지인 에드워드 3세 시기만 해도 배지는 토너먼트의 승자에게 주어지거나 궁정의 경사를 축하하기 위해 제작되는 것이었고 정치적 의미를 지니지는 않았다. 그러나 리처드 2세의 시기에 이르면 배지는 파벌의 상징이이자 리처드의 통치 가운데 가장 논란이 많은 요소가 되었다. 영주들도 자기 휘하의 군대에 배지를 지급하였는데 주로 봉토 안에서 영주의 뜻을 대행한다는 의미가 있었다. 그러나 실재로는 영주의 배지를 단 수하들이 힘없는 주민들을 괴롭히는데 자주 사용되었다. 영주간의 분쟁에서도 국왕이나 섭정, 또는 힘있는 대영주의 배지를 착용하고 문제를 일으키게 되자 의회는 배지 착용을 규제하고자 하였다. 1384년 의회는 영주의 배지 발행을 성토하였으며 1388년 국왕의 것을 비롯한 모든 배지의 발행을 폐지하자고 발의하였다. 의회는 배지를 단 사람들이 영내에서 온갖 강탈을 두루 자행하고 있다면서 배지의 배경을 믿어 호가호위하기 때문이라고 지적했다. 리처드는 하원을 만족시키기 위해 자신부터 배지를 포기하겠다고 밝혔지만 대귀족들로 이루어진 상원은 스스로의 배지를 포기해야 하는 문제를 무마시키기 위해 의결을 연기하였다. 1390년 베너릿 기사 이하의 계급의 배지 발행을 금지하는 법이 공표되었고, 배지의 착용도 에스콰이어 이상에게만 허용하였다. 그러나 이러한 법률의 재정으로 배지의 발행과 착용이 한 번에 정리되지는 않았다. 리처드 2세부터 직할 부대인 장궁병들이 신분이 못미침에도 여전히 배지를 착용하도록 하였고 점점 더 많은 수의 배지를 발행하였다. 1399년 의회는 문양이 있는 배지는 오직 국왕(당시는 헨리 4세)만이 발행할 수 있으며 그것의 착용도 에스콰이어 이상의 신분만이 가능하다는 법을 결의하였다. 결국 헨리 7세에 이르러 왕이 아닌 자가 발행한 배지는 그들의 가신에게만 부착할 수 있도록 결정되었다.

## 백조 배지

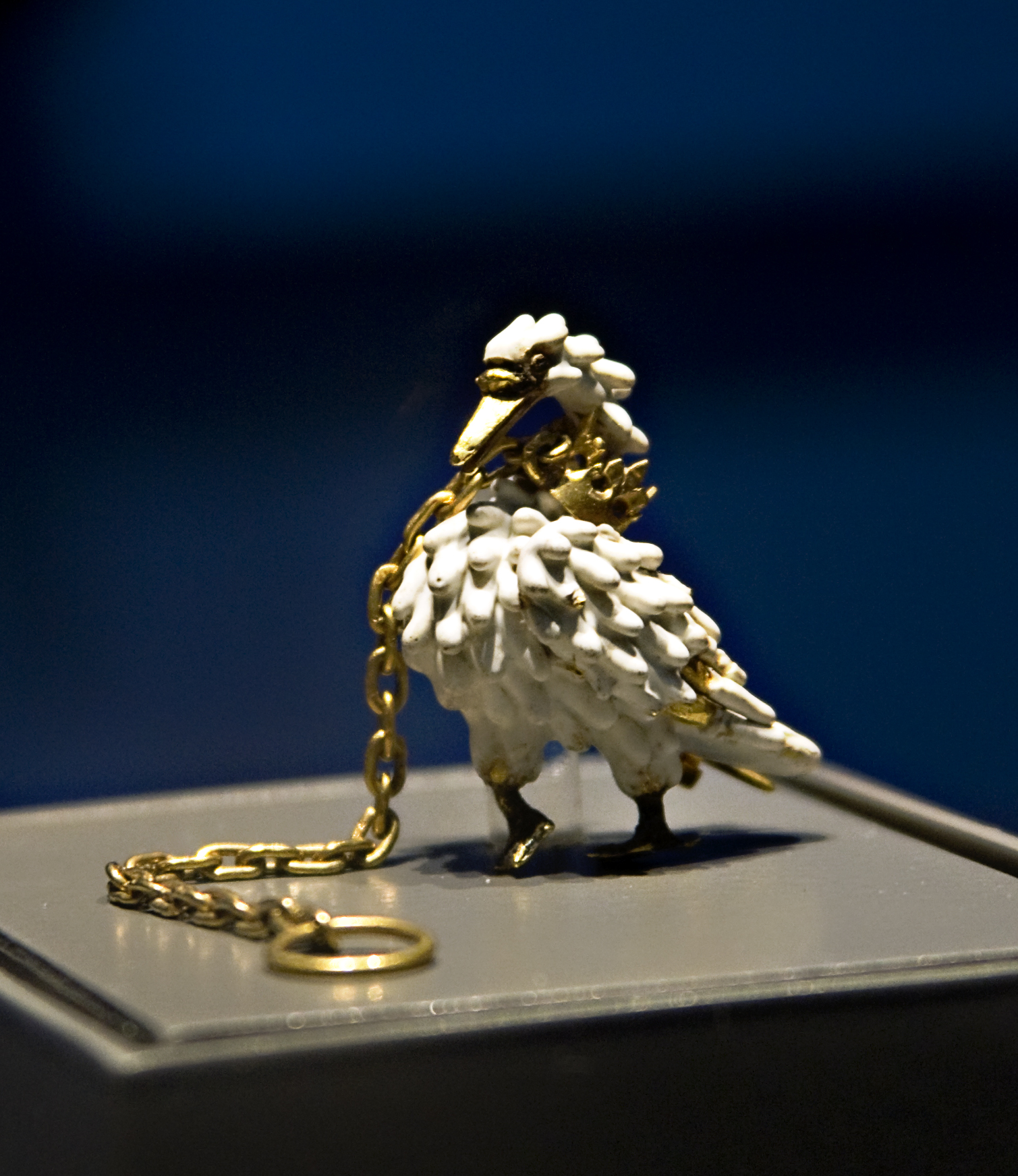
던스터블 백조 장신구

백조가 배지로 널리 사용된 이유는 백조 기사 전설 때문이다. 이 이야기는 오늘날 라하르트 바그너의 오페라 로엔그린으로 잘 알려져 있다.  제1차 십자군에 참전한 고드프루아 드 부용의 조상을 프랑스 이야기의 무훈시에 등장하는 영웅으로 묘사하였다. 고드프리 자신이야 선조가 시기베르투스 4세라고 주장하며 백조 문양을 사용할 수 있었겠지만, 유럽의 여러 귀족과 왕가 역시 은근히 이 전설에 기대어 백조를 문장이나 엠블럼으로 사용하였다. 영국에서 백조를 가문의 문장으로 사용한 것은 드보운 가문이었다. 보운가는 전령들에게 백조 표식의 배지를 달도록 하였는데, 이른바 보운 백조는 목에 사슬이 달린 왕관을 걸고 있다. 1380년 매리 드보운이 헨리 4세와 결혼을 한 후 랭커스터가 역시 사슬을 단 왕관을 목에 건 백조를 문양으로 사용하기 시작하였다. 이 왕관과 사슬은 1390년부터 리처드 2세의 상징이 된 흰사슴 문양에도 반영되었다. 앞서 언급한 리처드 2세의 1397년 장신구 목록에는 목에 금사슬을 두른 백조 배지도 포함되어 있는데, "물목, 흰 법랑을 입히고 목에 금사슬이 달린 금제 백조, 무게 2 온스, 값 46 실링 8 데나리우스 ". 리처드 2세는 친선과 화해의 상징으로 삼촌과 배지를 교환하였다고 의회에서 선언했다.
1399년 헨리 4세가 왕좌를 장악한 후 백조 엠블럼은 그의 아들 웨일스 공 헨리(훗날 헨리 5세)가 사용하게 되었다. 웨스트민스터 사원에 있는 헨리 5세의 무덤은 백조 문양이 새겨졌다. 백조 문양은 대를 이어 계승되어 헨리 6세의 아들 웨스트민스터의 에드워드도 사용하였다. 에드워드는 1471년 튜크스베리 전투에서 전사하였고 이로서 장미 전쟁이 종식되었지만, 그의 모후인 마거릿은 1459년 "체셔의 모든 젠트리"에게 백조 배지를 주겠다고 주장하여 여전히 왕권을 포기하지 않았음을 밝혔다. 마거릿이 만든 백조 배지가 어떤 형식이었는지는 알려져 있지 않다.
다른 가문들도 백조 문양을 사용하였다. 워릭 백작 보샹은 자신이 랭커스터 가문을 지지한다는 것을 나타내기 위해 백조 문양을 사용하였고, 매리 드보운의 자매였던 엘리노르 드보운은 에드워드 3세의 막내 아들인 우드스톡의 토머스와 결혼하면서 백조 문양을 사용하였다. 이 역시 랭커스터를 상징하기 위한 것이었다. 당시 백조는 랭커스터 당파의 상징으로 자리잡았다. 매리와 엘리노르는 보운 가문이 가지고 있었던 거대한 영지의 상속자였기 때문에 이들의 유산을 둘러싼 갈등은 세기말까지 계속되었다. 보운가의 영지를 얻고자 노력하였던 제2대 버킹엄 공작 헨리 스태포드는 자신이 뷰쳄프, 엘리노르 드보운, 우드스톡의 토모스 모두와 연결된 후손이라는 점을 강조하기 위해 백조를 자신의 배지로 사용했다.

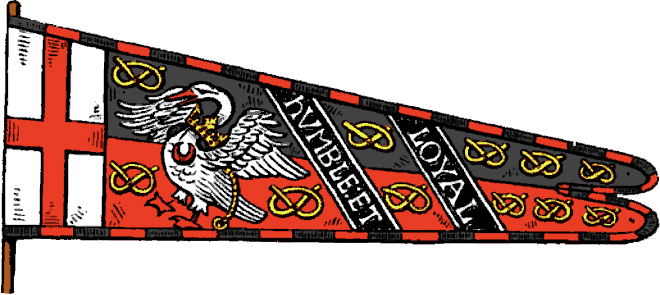
1475년 무렵 제2대 버킹엄 공작 헨리 스태포드의 배너. 스태포드 매듭과 보운 백조가 그려져 있다.

## 제조 장소 및 날짜
1400년 무렵 백조 엠블럼을 사용한 또 다른 인물로 베리의 공작이었던 장이 있다. 그는 발루아 가문이었고 법랑으로 흰백조를 표현한 장신구 2개를 주문하였다. 하나는 가시관 쓴 예수를 표현한 성물함인 가시관 성유물함으로 오늘날 영국 박물관이 소장하고 있고, 다른 것은 성모자상을 표현한 황금 장미장인 골데네즈 뢰즐로 오늘날 루브르 박물관이 소장하고 있다. 이러한 점을 감안한다면 던스터블 백조 장신구 역시 프랑스에서 만들어져 영국으로 향했을 수 있다. 그러나 잉글랜드에도 런던의 금세공장이 왕가를 위해 흰법랑을 입힌 세공품을 만들었다는 기록이 있어서 단정은 힘들다. 오늘날 영국에 남아 있는 금세공품들 가운데 다수가 런던의 토착 장인이 만든 것이거나 외국에서 잉글랜드로 건너와 작업한 장인의 것이라는 점도 고려하여야 한다.
제작 시기는 "약 1400년" 보다 더 정확히 하기 어렵다. 비슷한 양식이 더 넓은 시대에 걸쳐 사용되었기 때문에 백조의 모양만으로 시대를 특정할 수 없고, 백조의 목에 걸려 있는 왕관의 모양으로 보았을 때 헨리 4세와 매리 드보운의 결혼 이후 제작되었다는 것을 확인할 수 있을 뿐이다. 헨리 4세의 즉위가 1399년 이었으므로 던스터블 백조 장신구의 제작 연도는 가장 이르게 보아 1400년 정도로 추정할 수 있다. 그러나 그의 후계자인 헨리 5세 역시 같은 백조 문양을 사용하였기 때문에 이 장신구의 제작 연도는 헨리 5세 치세 까지도 늦추어 질 수 있다. 게다가 흰색 법랑이 아닌 부리에 사용된 붉은색 법랑과 같은 기술은 그 당시 파리에서도 일반적으로 쓰이지는 않은 것이다. 한편 1430년대가 되면 흰법랑을 덮는 론드보스 양식의 유행이 끝나기 때문에 그 보다는 이른 시기에 제작되었다고 추정할 수 있지만 확실한 것은 아니다. 다만 헨리 5세가 왕위에 있던 1413년에서 1454년 사이에 웨일스 공은 공석이었기 때문에 추정하기로는 1413년 보다 이전에 만들어졌다고 할 수 있다.

## 역사
던스터블은 런던에서 북쪽으로 30 마일 정도 떨어져 있으며 와틀링 가도와 이크닐드 가도가 만나는 교차점으로 중세시기 교통의 요지였다. 고위 귀족들이 자주 왕래하였고 적어도 1340년대 까지는 토너먼트도 자주 열렸다. 1459년과 1461년 랭커스터 군대가 주둔하였다. 던스터블 수도원은 16세기의 수도원 혁파 당시 해체되었고, 이 장신구는 그 때 잔해 속에 묻힌 것으로 보인다. 수도원 해체 당시에는 지상에 있었을 것으로 보이지만, 금 자체의 가치를 생각하면 누군가 급히 숨겼을 수도 있다. 1965년 던스터블 수도원 터에서 발굴되었고 1966년 영국 박물관이 5,000 파운드에 구입하였다. 구입 금액 중 666 파운드는 예술 기금이었고 잔액은 자선 단체인 필그림 트러스트와 시티오브런던의 전통적 금공예 길드인 워십풀 컴퍼니 오브 골드스미스가 마련하였다. 영국 박물관 40호실에 전시되어 있다.

## 참고 문헌
장신구에 대해 :
- "BM database": British Museum collection database The Dunstable Swan Jewel 보관됨 2012-10-20 - 웨이백 머신
- "BM Highlights": British Museum Highlights The Dunstable Swan Jewel
- Campbell, Marian. An Introduction to Medieval Enamels, 1983, HMSO for V&A Museum, ISBN 0-11-290385-1
- Cherry, John (1987), in Jonathan Alexander & Paul Binski (eds), Age of Chivalry, Art in Plantagenet England, 1200-1400, Royal Academy/Weidenfeld & Nicolson, London 1987
- Cherry, John (2003), in Marks, Richard and Williamson, Paul, eds. Gothic: Art for England 1400-1547, 2003, V&A Publications, London, ISBN 1-85177-401-7 (part of text given on BM database)
- Cherry, John (2010), The Holy Thorn Reliquary, The British Museum Press, 2010, ISBN 978-0-7141-2820-7
- Matthews, C. L. "Excavations on the site of the Dominican Friary, Dunstable 1965", Mansshead Magazine, 16, 1966
- Platt, Colin, Medieval England: A Social History and Archaeology from the Conquest to 1600 A.D., Routledge, 1994
- Robinson, James.  Masterpieces of Medieval Art, 2008, British Museum Press, ISBN 978-0-7141-2815-3
- Stratford, Jenny, The swan badge and the Dunstable Swan, and other pages as specified, in Richard II's Treasure; the riches of a medieval king, website by The Institute of Historical Research and Royal Holloway, University of London, 2007
- Tait, Hugh. Catalogue of the Waddesdon Bequest in the British Museum, 1986, British Museum Press, ISBN 978-0-7141-0525-3

리버리 배지에 대해 :
- Brown, Peter. A Companion to Chaucer, Wiley-Blackwell, 2002, ISBN 0-631-23590-6, Google books
- Campbell, Lorne. National Gallery Catalogues: The Fifteenth Century Netherlandish Paintings, National Gallery Publications, London, 1998, ISBN 1-85709-171-X
- Castor, Helen. The king, the crown, and the Duchy of Lancaster: public authority and private power, 1399-1461, Oxford University Press, 2000, ISBN 0-19-820622-4, ISBN 978-0-19-820622-4. Google books
- Fox-Davies, Arthur Charles. Heraldic Badges, J. Lane, 1907. Reprint by BiblioBazaar, LLC, 2009, ISBN 1-115-79106-0, Google books
- Given-Wilson, Chris, Richard II and the Higher Nobility, in Goodman, Anthony and Gillespie, James (eds): Richard II: The Art of Kingship, Oxford University Press, 2003, ISBN 0-19-926220-9, Google books
- Siddons, Michael Powell. Heraldic Badges in England and Wales (partial pdf), 4 vols, Boydell & Brewer, 2009, ISBN 1-84383-493-6
- Steane, John. The Archaeology of the Medieval English Monarchy. Routledge, 1999. ISBN 0-415-19788-0 Google books

던스터블 백조 장신구에 대해 :
- Cherry, John. "The Dunstable Swan Jewel", Journal of the British Archaeological Association, XXXII, 1969
- Evans, Vivienne (ed). The Dunstable Swan Jewel, Dunstable Museum Trust, 1982
- Gordon, D. Making and meaning: The Wilton Diptych, London: National Gallery, 1993
- Wagner, A. R. "The Swan Badge and the Swan Knight", Archaeologia, 97, 1959